# La Danse

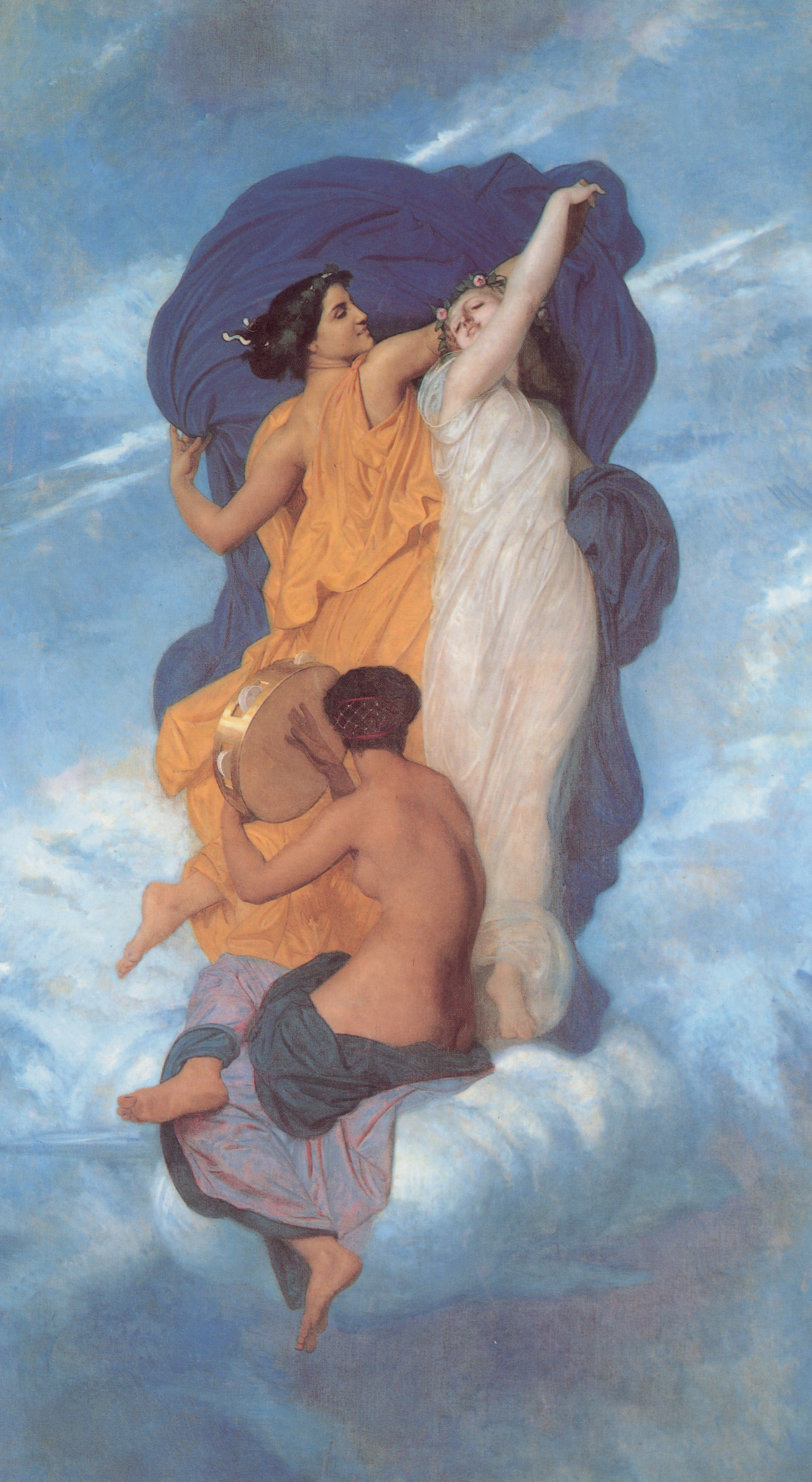
La Danse - William-Adolphe Bouguereau
Musée d'Orsay, Paris

La Danse é uma obra do pintor francês William-Adolphe Bouguereau (1825-1905), encontrada atualmente no Museu de Orsay, em Paris.